# 崔寬 (唐朝)
崔寬（?—?），唐代政治人物。
川西（今四川西都）節度史崔寧（崔吁）之弟。大歷三年（768年），崔寧奉詔入長安，由崔寬代守成都。瀘州刺史楊子琳以精騎數千襲擊成都。崔寬戰敗。崔寧小妾任氏以家產十万召募勇士千人，力退敵人。元載擢升崔寬為御史中丞，有別墅在皇城之南。楊綰任相後，崔寬拆掉自家豪宅。